# Lexikon für Theologie und Kirche
Le Lexicon für Theologie und Kirche (LThK) est une encyclopédie théologique chrétienne axée sur les enseignements et les institutions de l'Église catholique.

## Première édition (1930-1938)

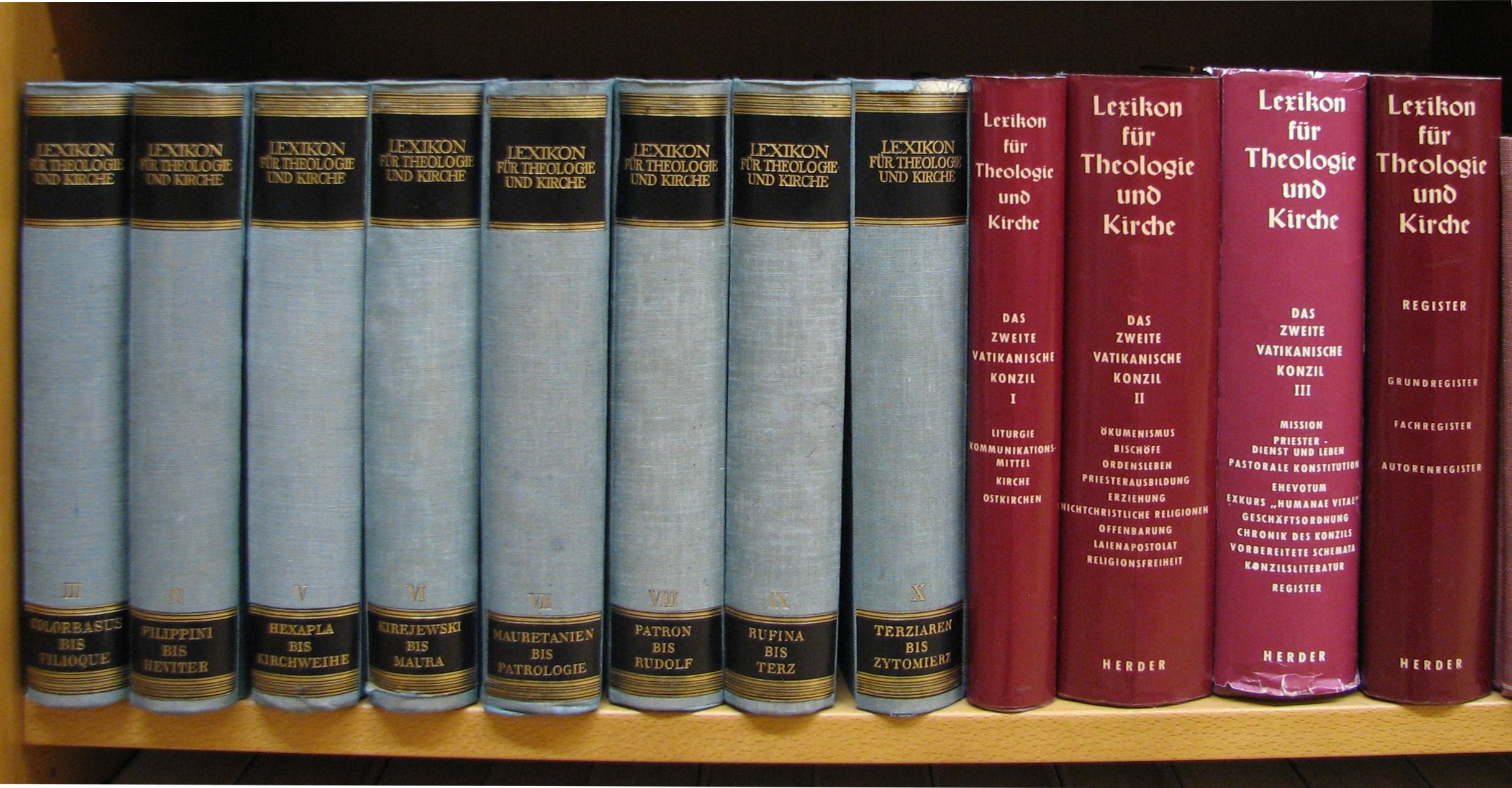
Quelques volumes du LThK, 1. Edition (bleu à gauche) comportant des volumes supplémentaires de la 2e édition. Édition (rouge à droite)

Le lexique en dix volumes a été créé entre 1930 et 1938 grâce à la révision complète de l'ancien et unique Kirchlichen Handlexikons (Freiburg im Breisgau 1907/1912) par Michael Buchberger, avec la collaboration de Karl Hilgenreiner, Joseph Schlecht et Wilhelm Koch. Les éditeurs du nouveau lexique cherchaient alors à fournir un aperçu encyclopédique de tous les aspects de l'Église catholique. Le Lexikon für Theologie und Kirche était alors annoncé à l'époque comme la « deuxième édition révisée du Kirchlichen Handlexikons ».

## Deuxième édition (1957-1968)
Une deuxième édition entièrement révisée a été publiée par Josef Höfer et Karl Rahner de 1957 à 1968. Cette édition ayant été achevée à un moment où l'Église catholique se trouvait dans une phase de grand bouleversement à la suite de la conclusion du concile Vatican II, trois autres volumes contenant le texte des textes conciliaires du concile Vatican II en latin et en allemand, avec des commentaires détaillés de ces textes, ont été ajoutés à la suite des dix volumes du lexique ainsi que du volume d'index, de sorte que cette édition, y compris le volume d'index, compte 14 volumes. En 1986, une édition brochée bon marché, à destination des étudiants, a été publiée.
Les volumes supplémentaires avec les textes conciliaires et les commentaires respectifs ont été réédités en 2014.

## Troisième édition (1993-2001)
Entre 1993 et 2001, Walter Kasper a publié une troisième édition du Lexikon qui se compose à son tour de dix volumes ainsi que d'un registre et d'un volume supplémentaire. Il contient environ 26 000 articles, souvent plus courts que ceux de la deuxième édition, s'étendant sur 8 292 pages. Une édition spéciale reliée a été publiée en 2006 et une édition spéciale cartonnée en 2009.
Les années de publication des volumes individuels 1 à 11  (ISBN 3-451-22012-1) :
- vol. 1 : A à Barcelona, 1993
- vol. 2 : Barclay à Damodos, 1994
- vol. 3 : Dämon à Fragmentenstreit, 1995
- vol. 4 : Franca à Hermenegild, 1995
- vol. 5 : Hermeneutik à Kirchengemeinschaft, 1996
- vol. 6 : Kirchengeschichte à Maximianus, 1997
- vol. 7 : Maximilian à Pazzi, 1998
- vol. 8 : Pearson à Samuel, 1999
- vol. 9 : San à Thomas, 2000
- vol. 10 : Thomaschristen à Zytomyr, 2001
- vol. 11 : Compléments, registre, liste des abréviations, 2001

## Voir également
- Religion in Geschichte und Gegenwart
- Theologische Realenzyklopädie
- Dictionnaire de théologie catholique
- Liste d'encyclopédies religieuses

## Informations bibliographiques
- Lexikon für Theologie und Kirche (édition révisée du Kirchlichen Handlexikons), édité par M. Buchberger, Freiburg im Breisgau, Herder Verlag, 1930–1938; deuxième édition sous la direction de J. Höfer et K. Rahner, 11 volumes, 1957–1967 ; troisième édition sous la direction de Walter Kasper avec la collaboration de Konrad Baumgartner, 1993–2001.